# Albina Kamaletdinova
Albina Kamaletdinova (24 gennaio 1969) è un'ex arciera tagika, specialista dell'arco olimpico, che ha rappresentato il suo paese a due edizioni dei campionati mondiali di tiro con l'arco e ai giochi olimpici di Pechino 2008.

## Biografia
Ha iniziato a praticare il tiro con l'arco nel 1986, ma il suo debutto internazionale è avvenuto molti anni dopo, nel 2004.

### Campionati mondiali
Il primo grande torneo cui ha preso parte sono stati i campionati mondiali di tiro con l'arco 2005 a Madrid. Nella gara individuale, Kamaletdinova ha chiuso al 90º posto, fallendo l'accesso alla fase ad eliminazione diretta (limitato alle prime 64 classificate). Sorte simile ha avuto la gara a squadre: le arciere tagike hanno chiuso il turno di qualificazione al 21º posto, ma solo le prime sedici squadre sarebbero passare alla fase ad eliminazione diretta.
Due anni dopo ai mondiali di Lipsia 2007 ha partecipato alla sola gara individuale. Nelle qualificazioni ha ottenuto il 94º posto, sufficiente questa volta a qualificarsi per la fase successiva, allargata a 128 partecipanti. È stata eliminata al primo turno da Anastassiya Bannova.

### Olimpiadi
Nel marzo 2008, la commissione tripartita ha assegnato i tre posti a sua disposizione per il torneo olimpico femminile di Pechino 2008 a Tagikistan, Bhutan e Mauritius. Il posto del Tagikistan venne assegnato alla Kamaletdinova.
Nel turno di qualificazione si è classificata al 63º e penultimo posto con 547 punti, davanti alla sola atleta marocchina Khadija Abbouda. Al primo turno della fase a eliminazione diretta è stata sconfitta (102-109) dalla sudcoreana Yun Ok-hee, che si è poi aggiudicata la medaglia di bronzo.